# Lawar
Lawar (o Lawar Khas) è una suddivisione dell'India, classificata come nagar panchayat, di 18.050 abitanti, situata nel distretto di Meerut, nello stato federato dell'Uttar Pradesh. In base al numero di abitanti la città rientra nella classe IV (da 10.000 a 19.999 persone).

## Geografia fisica
La città è situata a 29° 7' 0 N e 77° 46' 0 E e ha un'altitudine di 222 m s.l.m..

## Società

### Evoluzione demografica
Al censimento del 2001 la popolazione di Lawar assommava a 18.050 persone, delle quali 9.537 maschi e 8.513 femmine. I bambini di età inferiore o uguale ai sei anni assommavano a 3.462, dei quali 1.874 maschi e 1.588 femmine. Infine, coloro che erano in grado di saper almeno leggere e scrivere erano 8.127, dei quali 5.216 maschi e 2.911 femmine.